# کینزان-بوگیو
کینزان-بوگیو (به ژاپنی: 金山奉行 Kinzan-bugyō)، مقام‌های شوگون‌سالاری توکوگاوا در دوره ادو ژاپن بودند.
این عنوان باکوفو (شوگون) معرف مقامی است که مسئولیت نظارت بر تمام معادن، فعالیت‌های استخراج معدن و فلزات در ژاپن را بر عهده دارد.: ۲۰۱ 